# 桑伍德 (紐約州)
桑伍德（英語：Thornwood）是位於美國紐約州西徹斯特縣的普查規定居民點。

## 人口
根據2020年美國人口普查的數據，桑伍德的面積為2.89平方千米，皆為陸地。當地共有人口3960人，而人口密度為每平方千米1,370.24人。